# 高鍋デジタルテレビ中継局
高鍋デジタルテレビ中継局（たかなべデジタルテレビちゅうけいきょく）は、宮崎県児湯郡高鍋町にあるデジタルテレビ中継局である。

## 概要
高鍋町中心市街地の南側を放送区域としている。

## 放送設備

### 所在地
- 宮崎県児湯郡高鍋町南高鍋（舞鶴公園）

### 地上デジタルテレビ放送
| ID | 放送局名      | 放送局名      | 物理チャンネル | 空中線電力 | ERP   | 放送対象地域 | 放送区域内世帯数 |
| -- | ------------- | ------------- | -------------- | ---------- | ----- | ------------ | ---------------- |
| 1  | NHK宮崎       | 総合          | 28ch           | 50mW       | 240mW | 宮崎県       | 1,481世帯        |
| 2  | NHK宮崎       | Eテレ         | 26ch           | 50mW       | 240mW | 全国         | 1,481世帯        |
| 3  | UMKテレビ宮崎 | UMKテレビ宮崎 | 32ch           | 50mW       | 240mW | 宮崎県       | 1,481世帯        |
| 6  | MRT宮崎放送   | MRT宮崎放送   | 30ch           | 50mW       | 240mW | 宮崎県       | 1,481世帯        |

#### 補足
- 2010年10月29日予備免許交付、同11月24日試験放送開始、同12月27日本放送開始[2]。
- 実効輻射電力（ERP）：NHK総合・Eテレ、UMKテレビ宮崎、MRT宮崎放送いずれも240mWである[3][4][5][6]。